# Список криптидів
На цій сторінці наведено список криптидів — істот, вивченням яких займається криптозоологія. Їх існування науково не доведене, але підтримується ентузіастами та епізодичними спостереженнями або непрямими свідоцтвами.
Криптиди розташовані в списку в алфавітному порядку.

## Список
| Назва                           | Інші назви | Уявна належність              | Відомості, спостереження                                                                   | Країна, місцевість                                        | Уявний вигляд                             |
| ------------------------------- | --- | ----------------------------- | ------------------------------------------------------------------------------------------ | --------------------------------------------------------- | ----------------------------------------- |
| Альтамаха-ха                    | Альті |                               |                                                                                            |                                                           |                                           |
| Амалі                           | | зауропод                      |                                                                                            | болота Габону                                             |                                           |
| Африканський раптор             | | теропод                       |                                                                                            | джунглі Конго                                             |                                           |
| Ахул                            | 1. Атул 2. Pterapus bomus | птерозавр або кажан           |                                                                                            | джунглі на острові Ява Індонезія                          |                                           |
| Бігфут                          | Сасквоч | гомінід                       |                                                                                            | ліси Канади, США                                          |                                           |
| Бросненське чудовисько          | 1. Бросненський дракон/змій, 2. Бросні, 3. Бросня | плезіозавр або морський змій  |                                                                                            | озеро Бросно, Росія                                       |                                           |
| Бун'їп                          | - Баніб, - Бан'яр, - Бун'яп, - Бурли-звір, - Ва-ви, - Вангул, - Вауваї, - Ві-ва, - Вові, - Воуваї, - Гаурдж, - Гу-ру-нгаті, - Донгус, - Каянпраті, - Кар-бунях, - Катенпаї, - Киапраті, - Кинепраті, - Кинепратія, - Кудімудра, - Маґхет, - Міріола, - Мірі-ула, - Молгеванке, - Мо-ру-бул, - Мочел, - Муні-Муні, - Тор-ру-дон, - То-ру-дун, - Тумбата, - Тунатпан | орнітопод                     |                                                                                            | водоймища Австралії                                       |                                           |
| Бурунжор                        | - Ватук Мугадунг, - Віюнгаре, - Кірпанія, - Мура-Мурі, - Paralosaurus australijensis | теропод                       |                                                                                            | пустеля, Австралія                                        |                                           |
| Вадакильський монстр            | | теропод                       |                                                                                            | джунглі Індії                                             |                                           |
| Вашоріве                        | | птерозавр                     |                                                                                            | джунглі, Бразилія                                         |                                           |
| Великий птах                    | | птерозавр                     |                                                                                            | околиці річки Ріо-Гранде, США                             |                                           |
| Вео                             | Manis kriptus | анкілозавр                    |                                                                                            | острів Рінча, Індонезія                                   |                                           |
| Волохатий вугор                 | Anguila peluda | гігантський вугор             |                                                                                            | Тенеріфе, Іспанія                                         |                                           |
| Гасматанський завропод          | | завропод                      |                                                                                            | острів Арвін, Папуа Нова Гвінея                           |                                           |
| Гірський диявол Лоун Пайна      | | теропод                       |                                                                                            | Каліфорнія, США                                           |                                           |
| Громовий птах                   | | птах або птерозавр            |                                                                                            | прерії, США, Канада                                       |                                           |
| Ґамбо                           | | плезіозавр                    |                                                                                            | Атлантика, Гамбія                                         |                                           |
| Динозавр з Нової Британії       | | теропод                       |                                                                                            | острів Нова Британія, Папуа Нова Гвінея                   |                                           |
| Диравонг                        | | завропод або великий ящер     |                                                                                            | пустеля, Австралія                                        |                                           |
| Диявол із Джерсі                | |                               |                                                                                            | Пайн-Барренс, Нью-Джерсі, США                             |                                           |
| Доверський демон                | |                               |                                                                                            | Довер, Массачусетс, США                                   |                                           |
| Дувас                           | | птерозавр                     |                                                                                            | острів у архіпелазі Бісмарка, Папуа Нова Гвінея           |                                           |
| Емела-нтоука                    | 1. Асека-моке, 2. Driptoceratops hidroensis, 3. Ірізіма, 4. Нгамба-намае, 5. Н'яго-гунда | цератопс                      |                                                                                            | болота Конго, озеро Бангвеулу у Замбії                    |                                           |
| Жеводанський звір               | | вовкоподібна істота           |                                                                                            | ліси провінції Жеводан, Франція                           |                                           |
| Звір із Патридж-Крика           | Keratosaurus borealis | теропод                       |                                                                                            | долина річки Юкон, Канада                                 |                                           |
| Зуйо-Мару                       | Нова Нессі | плезіозавр                    | У 1977 році виловлено напіврозкладений труп, що зрештою виявився трупом велетенської акули | Нова Зеландія                                             |                                           |
| Ігуанодон з Нової Гвінеї        | | орнітопод                     |                                                                                            | околиці озера Малі, Папуа Нова Гвінея                     |                                           |
| Іпілія                          | | завропод                      |                                                                                            | болото, Австралія                                         |                                           |
| Іранський зубатий птах          | | птах                          |                                                                                            | пустеля, Іран                                             |                                           |
| Йєті                            | снігова людина | гомінід                       |                                                                                            | гори Центральної Азії                                     |                                           |
| Каіяімуну                       | Теризинозавр з Нової Гнівеї | теризинозавр                  |                                                                                            | джунглі, Папуа-Нова Гнівея                                |                                           |
| Касаі рекс                      | | теропод                       |                                                                                            | джунглі ДР Конго                                          |                                           |
| Конґамато                       | | птерозавр                     |                                                                                            | болото; Замбія, Ангола, ДР Конго                          |                                           |
| Кракен                          | | гігантський молюск            |                                                                                            | Світовий океан                                            |                                           |
| Крокодилопардаліс               | Κροκοδιλοπαρδαλισ | орнітопод                     |                                                                                            | річка Ніл, Ефіопія                                        |                                           |
| Кубинський птерозавр            | | птерозавр                     |                                                                                            | острів Куба                                               |                                           |
| Кулін                           | | завропод                      |                                                                                            | болота, Австралія                                         |                                           |
| Куссі                           | | завропод                      |                                                                                            | озеро Куссаро, Японія                                     |                                           |
| Культа                          | | завропод                      |                                                                                            | болота, Австралія                                         |                                           |
| Лау                             | | теропод або плезіозавр        |                                                                                            | болота в околицях озера Но (озеро), Судан                 |                                           |
| Летючий прут                    | 1. летючий стержень, 2. скайфіш, 3. шнек | «небесна риба»                |                                                                                            | увесь світ                                                |                                           |
| Мадіді монстр                   | | завропод                      |                                                                                            | болота; Перу, Бразилія, Болівія                           |                                           |
| Марі                            | | теропод                       |                                                                                            | околиці озера Марі, Папуа Нова Гвінея                     |                                           |
| Марозі                          | Pantera leo maculatus | гібрид між леопардом та левом |                                                                                            | гори Східної Африки: Кенія, Ефіопія, Руанда, Уганда       |                                           |
| Махамба                         | | саркозух                      |                                                                                            | болота біля озера Лікоуала, Демократична Республіка Конго | Файл:Coast watch (1979) (20667133621).jpg |
| Мбієлу-мбієлу-мбієлу            | | стегозавр                     |                                                                                            | джунглі Конго                                             |                                           |
| Мескуїтанський камптозавр       | Kamptosaurus meskuitai | орнітопод                     |                                                                                            | джунглі, Бразилія                                         |                                           |
| Мінді                           | | завропод                      |                                                                                            | болота, Австралія                                         |                                           |
| Міні-рекс                       | | теропод                       |                                                                                            | прерії США                                                |                                           |
| Мокеле-мбембе                   | | завропод                      |                                                                                            | болота, озеро Теле, Конго                                 |                                           |
| Мухуру                          | Монстр із затоки Мухуру | стегозавр                     |                                                                                            | болота і джунглі, Кенія                                   |                                           |
| Намібійський птерозавр          | | птерозавр                     |                                                                                            | пустеля, Намібія                                          |                                           |
| Нгоубоу                         | 1. Neostirakosaurus kamerunensis 2. Tureoceratops duoceratus, 3. Tureoceratops fortizo | цератопс                      |                                                                                            | савана, Камерун                                           |                                           |
| Нгума-монене                    | 1. Бадігуї, 2. Діба, 3. Моуроу-нгоу, 4. Нгакоула-нгоу, 5. Сонго | стегозавр                     |                                                                                            | болото, Конго                                             |                                           |
| Нзефу-Лої                       | Водяний слон | завропод                      |                                                                                            | болота ДР Конго                                           |                                           |
| Нсанґа                          | | завропод                      |                                                                                            | болота, Замбія                                            |                                           |
| Нью-Йоркський птерозавр         | | птерозавр                     |                                                                                            | Нью-Йорк, США                                             |                                           |
| Олгой-Хорхой                    | Аллергохай-Хохай | гігантський черв'як           |                                                                                            | пустеля Гобі, Монголія                                    |                                           |
| Олітіяу                         | | птерозавр                     |                                                                                            | пустеля, Камерун                                          |                                           |
| Планінський бумер               | 1. Міохоро, 2. Orosaltosaurus saetumurus | орнітопод                     |                                                                                            | прерії Техаса, США                                        |                                           |
| Птерозавр із Західної Вірджинії | | птерозавр                     |                                                                                            | прерії Західної Вірджинії, США                            |                                           |
| Птерозавр з Міннесоти           | | птерозавр                     |                                                                                            | прерії Міннесоти, США                                     |                                           |
| Птерозавр із Джорджії           | Кендл Хед | птерозавр                     |                                                                                            | прерії Джорджії, США                                      |                                           |
| Птерозавр з Крита               | | птерозавр                     |                                                                                            | острів Крит, Греція                                       |                                           |
| Раптор із Оклахоми              | | теропод                       |                                                                                            | прерії Оклахоми, США                                      |                                           |
| Раптор із Джорджії              | | теропод                       |                                                                                            | прерії Джорджії, США                                      |                                           |
| Рептилоїди                      | | людиноподібні істоти          |                                                                                            | увесь світ                                                |                                           |
| Річковий динозавр               | 1. Диявол прерій 2. Річковий ящір | теропод                       |                                                                                            | прерії Колорадо і Юти, США                                |                                           |
| Ров                             | | завропод                      |                                                                                            | джунглі Західного Папуа, Індонезія                        |                                           |
| Ропен                           | 1. Ваванар, 2. Дуах, 3. Кундуа, 4. Секлобалі | птерозавр                     |                                                                                            | острів Нова Гвінея, Папуа Нова Гвінея                     |                                           |
| Сару                            | | орнітопод                     |                                                                                            | болота Конго                                              |                                           |
| Серпопард                       | | змій                          |                                                                                            |                                                           |                                           |
| Сілване-манзі                   | | теропод або орнітопод         |                                                                                            | річка Умфозолі, ПАР                                       |                                           |
| Сіруш                           | |                               |                                                                                            | Ірак                                                      |                                           |
| Скунсова мавпа                  | | мавпа                         |                                                                                            | США                                                       |                                           |
| Ста                             | | змій                          |                                                                                            |                                                           |                                           |
| Стоа                            | Karnotaur kupuriensis | теропод                       |                                                                                            | джунглі, Бразилія                                         |                                           |
| Стуршенська потвора             | Біргер (Storsjöodjuret) | водна рептилія                |                                                                                            | озеро Стуршен, Швеція                                     |                                           |
| Суданський птерозавр            | | птерозавр                     |                                                                                            | пустеля, Судан                                            |                                           |
| Унктехі                         | | анкілозавр                    | прерії Міннесоти                                                                           | США                                                       |                                           |
| Хіпекве                         | 1. Далалі, 2. Маїмане, 3. Ндаматхіа, 4. Н'їо-кодоінг, 5. Нтамбо-ва-луї, 6. Нтамбує-я-маї, 7. Ої-маїма, 8. Симба-я-маї, 9. Чіпекве | теропод                       |                                                                                            | болота, Анґола                                            |                                           |
| Чудовисько озера Лох-Несс       | Nessitera rhombopteryx | плезіозавр                    |                                                                                            | озеро Лох-Несс, Шотландія, Велика Британія                |                                           |
| Чупакабра                       | - Містер, - канґуро, - сігупас, - комеко-ґолос, - конеджо, - мабоя |                               |                                                                                            | увесь світ                                                |                                           |
| Ящер з острова Ванкувер         | | теропод                       |                                                                                            | острів Ванкувер, Канада                                   |                                           |